# Jona Lendering
Jona Lendering, né le 29 octobre 1964 à Beneden-Leeuwen, est un historien néerlandais, auteur de livres sur l'antiquité classique, l'histoire des Pays-Bas et la gestion contemporaine. 

## Biographie
Après des études à l'université de Leyde et à l'université libre d'Amsterdam, il enseigne à cette dernière avant d'entrer au service du gouvernement des Pays-Bas comme archiviste. En 2004 il fonde Livius Onderwijs, école d'enseignement d'histoire dont le siège est à Amsterdam, et qui a des succursales à Dronten, Bussum et Schagen.
Dans sa biographie d'Alexandre le Grand, parue en 2004, Lendering cherche à faire un emploi plus poussé des sources persanes et babyloniennes que n'avaient fait ses prédécesseurs. Cela lui attire les éloges des critiques, qui firent toutefois remarquer que ces sources, bien moins nombreuses et moins riches que les sources gréco-romaines, n'éclairent que certains détails de la vie d'Alexandre.
Depuis 1996, Lendering maintient Livius.Org, site Web qui contient de nombreux articles sur l'histoire ancienne ; à ce titre il collabore avec LacusCurtius.

## Publications
- Alexander de Grote - De ondergang van het Perzische rijk, 340-320 v.Chr. (Alexandre le Grand - La mort de l'empire de Perse, 340 à 320 av. J.-C.
- Archeologie van de futurologie (L'archéologie de la futurologie).
- De randen van de aarde. De Romeinen tussen Schelde en Eems (Les confins de la terre : les Romains entre le Schelde et l'Ems).
- Een interim-manager in het Romeinse Rijk. Plinius in Bithynië (Un gestionnaire intérimaire dans l'empire romain: Pline en Bithynie.
- Polderdenken. De wortels van de Nederlandse overlegcultuur (Les racines de la culture néerlandaise du consensus).
- Stad in marmer. Gids voor het antieke Rome aan de hand van tijdgenoten (La ville de marbre: guide littéraire de voyage à la Rome antique).
- Oorlogsmist. Veldslagen en propaganda in de Oudheid" (Les brumes de la guerre : batailles et propagande dans l'antiquité).